# Filmjahr 2004
Liste der Filmjahre

◄◄ | ◄ | 2000 | 2001 | 2002 | 2003 | Filmjahr 2004 | 2005 | 2006 | 2007 | 2008 | ► | ►►

Weitere Ereignisse

## Ereignisse
- 5. Februar: In Berlin eröffnet der Spielfilm Unterwegs nach Cold Mountain von Anthony Minghella mit Jude Law, Nicole Kidman und Renée Zellweger in den Hauptrollen die Internationalen Filmfestspiele.
- 14. Februar: In Berlin erhält bei der Preisverleihung der Internationalen Filmfestspiele der deutsch-türkische Filmregisseur Fatih Akin den Goldenen Bären.
- 25. Februar: Der Spielfilm Die Passion Christi von Mel Gibson wird in nordamerikanischen Kinos erstmals aufgeführt und zu einem umstrittenen Publikumserfolg. Kritiker werfen dem Film Antisemitismus und Gewaltverherrlichung vor.
- 16. September: Der Film Der Untergang läuft in deutschen Kinos an.
- 11. Dezember: In Barcelona wird der deutsch-türkische Filmregisseur Fatih Akın für seinen Film Gegen die Wand mit dem Europäischen Filmpreis ausgezeichnet.
- Die Sieger der Bravo-Otto-Leserwahl 2004:
  - Kategorie männliche Filmstars: Gold Brad Pitt, Silber Daniel Radcliffe, Bronze Orlando Bloom
  - Kategorie weibliche Filmstars: Gold Olsen Twins, Silber Hilary Duff, Bronze Emma Watson

## Top 10 der erfolgreichsten Filme

### In Deutschland
Die zehn erfolgreichsten Filme an den deutschen Kinokassen nach Besucherzahlen (Stand: 24. August 2011):
| Platz | Filmtitel                                  | Besucher  |
| ----- | ------------------------------------------ | --------- |
| 1.    | (T)Raumschiff Surprise – Periode 1         | 9.165.932 |
| 2.    | 7 Zwerge – Männer allein im Wald           | 6.799.699 |
| 3.    | Harry Potter und der Gefangene von Askaban | 6.627.175 |
| 4.    | Shrek 2 – Der tollkühne Held kehrt zurück  | 5.322.170 |
| 5.    | Der Untergang                              | 4.624.506 |
| 6.    | Troja                                      | 4.429.985 |
| 7.    | The Day After Tomorrow                     | 4.111.623 |
| 8.    | Die Unglaublichen – The Incredibles        | 3.501.969 |
| 9.    | Bärenbrüder                                | 3.452.760 |
| 10.   | Spider-Man 2                               | 3.282.125 |

### In Österreich
Die zehn erfolgreichsten Filme an den österreichischen Kinokassen nach Besucherzahlen:
| Platz | Filmtitel                                  | Besucher  |
| ----- | ------------------------------------------ | --------- |
| 1.    | (T)Raumschiff Surprise – Periode 1         | 1.173.846 |
| 2.    | Harry Potter und der Gefangene von Askaban | 662.138   |
| 3.    | Shrek 2 – Der tollkühne Held kehrt zurück  | 652.029   |
| 4.    | 7 Zwerge – Männer allein im Wald           | 626.704   |
| 5.    | Troja                                      | 554.953   |
| 6.    | Meine Frau, ihre Schwiegereltern und ich   | 516.903   |
| 7.    | Bärenbrüder                                | 480.633   |
| 8.    | The Day After Tomorrow                     | 444.968   |
| 9.    | Die Unglaublichen – The Incredibles        | 436.006   |
| 10.   | Spider-Man 2                               | 381.755   |

### In den Vereinigten Staaten
Die zehn erfolgreichsten Filme an den US-amerikanischen Kinokassen nach Einspielergebnis in US-Dollar (Stand: 24. August 2011):
| Platz | Filmtitel                                  | Einnahmen     |
| ----- | ------------------------------------------ | ------------- |
| 1.    | Shrek 2 – Der tollkühne Held kehrt zurück  | $ 441.226.247 |
| 2.    | Spider-Man 2                               | $ 373.585.825 |
| 3.    | Die Passion Christi                        | $ 370.274.604 |
| 4.    | Meine Frau, ihre Schwiegereltern und ich   | $ 279.261.160 |
| 5.    | Die Unglaublichen – The Incredibles        | $ 261.441.092 |
| 6.    | Harry Potter und der Gefangene von Askaban | $ 249.541.069 |
| 7.    | The Day After Tomorrow                     | $ 186.740.799 |
| 8.    | Die Bourne Verschwörung                    | $ 176.241.941 |
| 9.    | Das Vermächtnis der Tempelritter           | $ 173.008.894 |
| 10.   | Der Polarexpress                           | $ 162.775.358 |

### Weltweit
Die zehn weltweit erfolgreichsten Filme nach Einspielergebnis in US-Dollar (Stand: 24. August 2011):
| Platz | Filmtitel                                  | Einnahmen     |
| ----- | ------------------------------------------ | ------------- |
| 1.    | Shrek 2 – Der tollkühne Held kehrt zurück  | $ 919.838.758 |
| 2.    | Harry Potter und der Gefangene von Askaban | $ 796.688.549 |
| 3.    | Spider-Man 2                               | $ 783.766.341 |
| 4.    | Die Unglaublichen – The Incredibles        | $ 631.442.092 |
| 5.    | Die Passion Christi                        | $ 611.899.420 |
| 6.    | The Day After Tomorrow                     | $ 544.272.402 |
| 7.    | Meine Frau, ihre Schwiegereltern und ich   | $ 516.642.939 |
| 8.    | Troja                                      | $ 497.409.852 |
| 9.    | Shark Tale                                 | $ 367.275.019 |
| 10.   | Ocean’s 12                                 | $ 362.744.280 |

## Filmpreise

### Berlinale
- Bester Film: Gegen die Wand (Regie: Fatih Akın, Deutschland/Türkei)
- Großer Preis der Jury: El Abrazo partido (Regie: Daniel Burman, Argentinien)
- Beste Regie: Kim Ki-duk für Samaria (Südkorea)
- Bester Hauptdarsteller: Daniel Hendler für El Abrazo partido (Regie: Daniel Burman, Argentinien)
- Beste Hauptdarstellerin: Catalina Sandino Moreno für Maria Full of Grace (Regie: Joshua Marston, USA/Kolumbien) und Charlize Theron für Monster (Regie: Patty Jenkins, USA)

Vollständige Liste der Preisträger

### Cannes
- Goldene Palme: Fahrenheit 9/11 (Regie: Michael Moore, USA)
- Großer Preis der Jury: Oldboy (Regie: Park Chan-wook, Südkorea)
- Bester Hauptdarsteller: Yūya Yagira für Nobody Knows (Regie: Hirokazu Koreeda, Japan)
- Beste Hauptdarstellerin: Maggie Cheung für Clean (Regie: Olivier Assayas, Kanada/Frankreich/Großbritannien)

Vollständige Liste der Preisträger

### Venedig
- Goldener Löwe: Vera Drake (Regie: Mike Leigh, England)
- Großer Spezialpreis der Jury: Das Meer in mir (Regie: Alejandro Amenábar, Chile)
- Bester Hauptdarsteller: Javier Bardem für Das Meer in mir (Regie: Alejandro Amenábar, Chile)
- Beste Hauptdarstellerin: Imelda Staunton für Vera Drake (Regie: Mike Leigh, England)

Vollständige Liste der Preisträger

### Europäischer Filmpreis
- Bester Film: Gegen die Wand (Regie: Fatih Akın, Deutschland)
- Bester Regisseur: Alejandro Amenábar für Das Meer in mir
- Bester Hauptdarsteller: Javier Bardem für Das Meer in mir (Spanien/Frankreich)
- Beste Hauptdarstellerin: Imelda Staunton für Vera Drake (Regie: Mike Leigh, Großbritannien/Frankreich)

Vollständige Liste der Preisträger

### Oscar
- Bester Film: Der Herr der Ringe III – Die Rückkehr des Königs (Regie: Peter Jackson, Neuseeland/USA)
- Bester Regisseur: Peter Jackson für Der Herr der Ringe III – Die Rückkehr des Königs (Neuseeland/USA)
- Bester Hauptdarsteller: Sean Penn für Mystic River (Regie: Clint Eastwood, USA)
- Beste Hauptdarstellerin: Charlize Theron für Monster (Regie: Patty Jenkins, USA)
- Bester fremdsprachiger Film: Die Invasion der Barbaren (Regie: Denys Arcand, Kanada/Frankreich)

Vollständige Liste der Preisträger

### Golden Globe Awards
- Bester Film (Drama): Der Herr der Ringe: Die Rückkehr des Königs
- Bester Film (Komödie/Musical): Lost in Translation
- Bester Regisseur: Peter Jackson für Der Herr der Ringe: Die Rückkehr des Königs
- Beste Hauptdarstellerin (Drama): Charlize Theron für Monster
- Beste Hauptdarstellerin (Komödie/Musical): Diane Keaton für Was das Herz begehrt
- Bester Hauptdarsteller (Drama): Sean Penn für Mystic River
- Bester Hauptdarsteller (Komödie/Musical): Bill Murray für Lost in Translation
- Beste Nebendarstellerin: Renée Zellweger für Unterwegs nach Cold Mountain
- Bester Nebendarsteller: Tim Robbins für Mystic River
- Bester ausländischer Film: Osama (Regie: Siddig Barmak)

Vollständige Liste der Preisträger

### Deutscher Filmpreis
- Bester Film: Gegen die Wand (Regie: Fatih Akın)
- Bester Regisseur: Fatih Akın für Gegen die Wand
- Bester Hauptdarsteller: Birol Ünel für Gegen die Wand
- Beste Hauptdarstellerin: Sibel Kekilli für Gegen die Wand
- Bester Nebendarsteller: Detlev Buck für Herr Lehmann
- Beste Nebendarstellerin: Fritzi Haberlandt für Liegen lernen
- Bester ausländischer Film: Lost in Translation von Sofia Coppola

### César
- Bester Film: Die Invasion der Barbaren (Regie: Denys Arcand, Kanada, Frankreich)
- Bester Regisseur: Denys Arcand für Die Invasion der Barbaren
- Bester Hauptdarsteller: Omar Sharif für Monsieur Ibrahim und die Blumen des Koran (Regie: François Dupeyron, Frankreich)
- Beste Hauptdarstellerin: Sylvie Testud für Stupeur et tremblements (Regie: Alain Corneau, Frankreich, Japan)
- Bester ausländischer Film: Mystic River von Clint Eastwood

Vollständige Liste der Preisträger

### British Academy Film Award
- Bester Film: Der Herr der Ringe: Die Rückkehr des Königs (Regie: Peter Jackson, USA)
- Beste Regie: Peter Weir für Master & Commander – Bis ans Ende der Welt
- Bester Hauptdarsteller: Bill Murray für Lost in Translation (Regie: Sofia Coppola, USA)
- Beste Hauptdarstellerin: Scarlett Johansson für Lost in Translation
- Bester nicht-englischsprachiger Film: In This World – Aufbruch ins Ungewisse von Michael Winterbottom

Vollständige Liste der Preisträger

### Bayerischer Filmpreis
Der Bayerische Filmpreis 2003 wurde am 16. Januar 2004 verliehen.
- Beste Produktion: Lichter
- Beste Darstellerin: Johanna Wokalek in Hierankl
- Bester Darsteller: Christian Ulmen in Herr Lehmann
- Beste Regie: Sönke Wortmann für Das Wunder von Bern
- Ehrenpreis: Peter Ustinov

### Sundance
- Großer Preis der Jury: Primer (Regie: Shane Carruth, USA)
- Beste Regie (Spielfilm): Debra Granik für Down to the Bone (USA)
- Beste Regie (Dokumentarfilm): Morgan Spurlock für Super Size Me (USA)
- Publikumspreis: Jean-François Pouliot für Die große Verführung (Kanada)

### New York Film Critics Circle Award
- Bester Film: Sideways von Alexander Payne
- Beste Regie: Clint Eastwood für Million Dollar Baby
- Bester Hauptdarsteller: Paul Giamatti in Sideways
- Beste Hauptdarstellerin: Imelda Staunton in Vera Drake
- Bester Nebendarsteller: Clive Owen in Hautnah
- Beste Nebendarstellerin: Virginia Madsen in Sideways
- Beste Kamera: Christopher Doyle für Hero
- Bester ausländischer Film: La mala educación – Schlechte Erziehung von Pedro Almodóvar

### National Board of Review
- Bester Film: Wenn Träume fliegen lernen von Marc Forster
- Beste Regie: Michael Mann für Collateral
- Bester Hauptdarsteller: Jamie Foxx in Ray
- Beste Hauptdarstellerin: Annette Bening in Being Julia
- Bester Nebendarsteller: Thomas Haden Church in Sideways
- Beste Nebendarstellerin: Laura Linney in Kinsey – Die Wahrheit über Sex
- Bestes Schauspielensemble: Hautnah von Mike Nichols
- Bester fremdsprachiger Film: Das Meer in mir von Alejandro Amenábar

### Los Angeles Film Critics Association Awards
- Bester Film: Sideways von Alexander Payne
- Beste Regie: Alexander Payne für Sideways
- Bester Hauptdarsteller: Liam Neeson in Kinsey – Die Wahrheit über Sex
- Beste Hauptdarstellerin: Imelda Staunton in Vera Drake
- Bester Nebendarsteller: Thomas Haden Church in Sideways
- Beste Nebendarstellerin: Virginia Madsen in Sideways
- Bester fremdsprachiger Film: House of Flying Daggers von Zhang Yimou

### Jupiter
- Bester Film international: Der Herr der Ringe: Die Rückkehr des Königs von Peter Jackson
- Bester deutscher Film: Good Bye, Lenin! von Wolfgang Becker
- Bester Regisseur international: Peter Jackson für Der Herr der Ringe: Die Rückkehr des Königs
- Bester deutscher Regisseur: Sönke Wortmann für Das Wunder von Bern
- Bester Darsteller international: Johnny Depp in Fluch der Karibik
- Bester deutscher Darsteller: Daniel Brühl in Good Bye, Lenin!
- Beste Darstellerin international: Nicole Kidman in Unterwegs nach Cold Mountain
- Beste deutsche Darstellerin: Katrin Sass in Good Bye, Lenin!

### Weitere Filmpreise und Auszeichnungen
- AFI Life Achievement Award: Meryl Streep
- Amanda: Buddy von Morten Tyldum (Bester norwegischer Film), Der Herr der Ringe: Die Rückkehr des Königs von Peter Jackson
- American Society of Cinematographers Award: Bruno Delbonnel für Mathilde – Eine große Liebe
- Australian Film Institute Award: Somersault – Wie Parfum in der Luft von Cate Shortland (Bester australischer Film), Der Herr der Ringe: Die Rückkehr des Königs von Peter Jackson (Bester ausländischer Film)
- Bodil: Dogville von Lars von Trier
- British Independent Film Awards: Vera Drake (Bester britischer Film) und Oldboy (Bester ausländischer Film)
- Chlotrudis Awards: Lost in Translation von Sofia Coppola
- Copenhagen International Film Festival: Babuschka von Lidija Bobrowa
- David di Donatello: Die besten Jahre (Bester italienischer Film) und Die Invasion der Barbaren (Bester ausländischer Film)
- Deutscher Kritikerpreis: Lichter von Hans-Christian Schmid
- Directors Guild of America Award: Peter Jackson für Der Herr der Ringe: Die Rückkehr des Königs, Mike Nichols (Lebenswerk)
- Evening Standard British Film Award: Sturz ins Leere von Kevin Macdonald
- Genie Award: Die Invasion der Barbaren von Denys Arcand
- Gilde-Filmpreis: Lost in Translation von Sofia Coppola (Gold ausländischer Film), Gegen die Wand von Fatih Akın (Gold deutscher Film), Dogville von Lars von Trier (Silber ausländischer Film), Lichter von Hans-Christian Schmid (Silber deutscher Film)
- GoEast: Koktebel von Boris Chlebnikow und Alexei Popogrebski
- Goldener Prometheus: Crimson Gold – Blutrotes Gold von Jafar Panahi
- Goya 2004: Öffne meine Augen von Icíar Bollaín
- Guldbagge: Evil von Mikael Håfström
- Helmut-Käutner-Preis: Wim Wenders
- Independent Spirit Awards 2004: Lost in Translation von Sofia Coppola (Bester Film) und Whale Rider von Niki Caro (Bester ausländischer Film)
- Internationaler Literaturfilmpreis: Monsieur Ibrahim und die Blumen des Koran von François Dupeyron
- Japanese Academy Awards: Mibu gishi den von Yōjirō Takita
- Internationales Filmfestival Karlovy Vary: Certi Bambini von Andrea Frazzi und Antonio Frazzi
- Konrad-Wolf-Preis: Lars von Trier
- Louis-Delluc-Preis: Rois et Reine von Arnaud Desplechin
- Max-Ophüls-Preis: Muxmäuschenstill von Marcus Mittermeier
- Montreal World Film Festival: Die syrische Braut von Eran Riklis (Grand Prix of the Americas)
- MTV Movie Awards: Der Herr der Ringe: Die Rückkehr des Königs von Peter Jackson
- Nastro d’Argento: Die besten Jahre von Marco Tullio Giordana und Lost in Translation von Sofia Coppola
- National Society of Film Critics Award: American Splendor von Robert Pulcini und Shari Springer Berman
- Political Film Society Award für Demokratie: Silver City von John Sayles
- Political Film Society Award für Frieden: Brotherhood – Wenn Brüder aufeinander schießen müssen (Tae Guk Ki) von Kang Je-Gyu
- Political Film Society Award für Menschenrechte: Hotel Ruanda von Terry George
- Polnischer Filmpreis: Zmruż oczy von Andrzej Jakimowski
- Preis der deutschen Filmkritik: Die fetten Jahre sind vorbei von Hans Weingartner
- Premio Ariel: El misterio del Trinidad von José Luis García Agraz (Bester mexikanischer Film), Montags in der Sonne von Fernando León de Aranoa (Bester lateinamerikanischer Film)
- Prix Lumières: Das große Rennen von Belleville von Sylvain Chomet
- Robert: Das Erbe von Per Fly (Bester dänischer Film), Good Bye, Lenin! von Wolfgang Becker (Bester ausländischer Film ohne USA), The Hours von Stephen Daldry (Bester US-amerikanischer Film)
- Festival Internacional de Cine de Donostia-San Sebastián: Schildkröten können fliegen von Bahman Ghobadi (Goldene Muschel)
- Satellite Awards: Hotel Ruanda (Bester Film/Drama) und Sideways (Bester Film/Komödie-Musical)
- Screen Actors Guild Awards: Johnny Depp für Fluch der Karibik und Charlize Theron für Monster; Preis für das Lebenswerk: Karl Malden
- Toronto International Film Festival: Hotel Ruanda von Terry George (Publikumspreis)
- Undine Award: August Diehl in Was nützt die Liebe in Gedanken (Bester Hauptdarsteller), Sibel Kekilli in Gegen die Wand (Beste Hauptdarstellerin)
- Vancouver International Film Festival: Machuca, mein Freund von Andrés Wood
- Internationales Filmfestival Warschau: Kontroll von Nimród Antal (Publikumspreis)
- Wiener Filmpreis: Darwin’s Nightmare von Hubert Sauper
- Writers Guild of America Award: Lost in Translation von Sofia Coppola (Bestes Originaldrehbuch), American Splendor von Robert Pulcini und Shari Springer Berman (Bestes adaptiertes Drehbuch)

## Geboren

### Januar bis Juni
- 12. Januar: Marinus Hohmann, deutscher Schauspieler

- 19. Februar: Millie Bobby Brown, britische Schauspielerin
- 21. Februar: Carlotta Weide, deutsche Schauspielerin
- 28. Februar: Ruben Storck, deutscher Schauspieler

- 08. März: Kit Connor, britischer Schauspieler
- 10. März: Mace Coronel, US-amerikanischer Schauspieler
- 30. März: Emilia Warenski, österreichische Schauspielerin

- 07. April: Kya-Celina Barucki, deutsche Schauspielerin
- 17. April: Kyla Drew Simmons, US-amerikanische Schauspielerin
- 25. April: Stella Pepper, deutsche Schauspielerin

- 17. Mai: Aaron Kissiov, deutscher Schauspieler

- 02. Juni: Jenny Richardson, britische Schauspielerin
- 08. Juni: Francesca Capaldi, US-amerikanische Schauspielerin
- 15. Juni: Julius Gause, deutscher Schauspieler
- 15. Juni: Sterling Jerins, US-amerikanische Schauspielerin
- 23. Juni: Mana Ashida, japanische Schauspielerin und Sängerin

### Juli bis Dezember
- 09. Juli: Alexander Sladek, österreichischer Filmschauspieler
- 16. Juli: Amiah Miller, US-amerikanische Schauspielerin und Model

- 11. August: Mia Hays, US-amerikanische Schauspielerin und Model
- 19. August: Siena Agudong, US-amerikanische Schauspielerin

- 25. September: Ilyes Raoul, deutscher Schauspieler

- 03. Oktober: Noah Schnapp, US-amerikanischer Schauspieler
- 14. Oktober: Berat Efe Parlar, türkischer Schauspieler
- 20. Oktober: Vincent Hahnen, deutscher Schauspieler
- 29. Oktober: Linus Moog, deutscher Schauspieler und DJ
- 30. Oktober: Elisha Henig, US-amerikanischer Schauspieler

- 04. November: Luis Immanuel Rost, deutscher Schauspieler
- 11. November: Oakes Fegley, US-amerikanischer Schauspieler
- 23. November: Carla Hüttermann, deutsche Schauspielerin

- 25. Dezember: Laila Padotzke, deutsche Schauspielerin
- 30. Dezember: Lyliana Wray, US-amerikanische Schauspielerin

### Datum unbekannt
- Irene Böhm, deutsche Schauspielerin
- Emilia Eidt, deutsche Schauspielerin
- Jule Hermann, deutsche Schauspielerin
- Faith Wood-Blagrove, britische Schauspielerin

## Gestorben

### Januar bis März
Januar

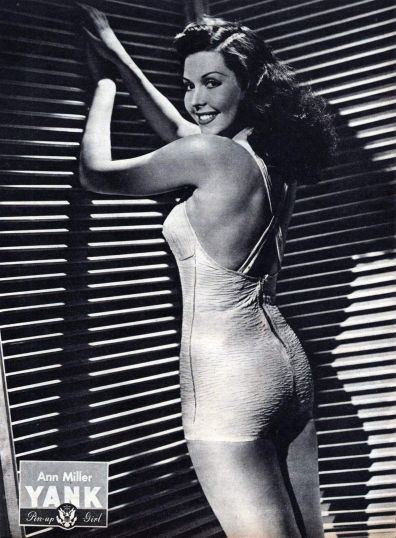
Ann Miller (1923–2004)

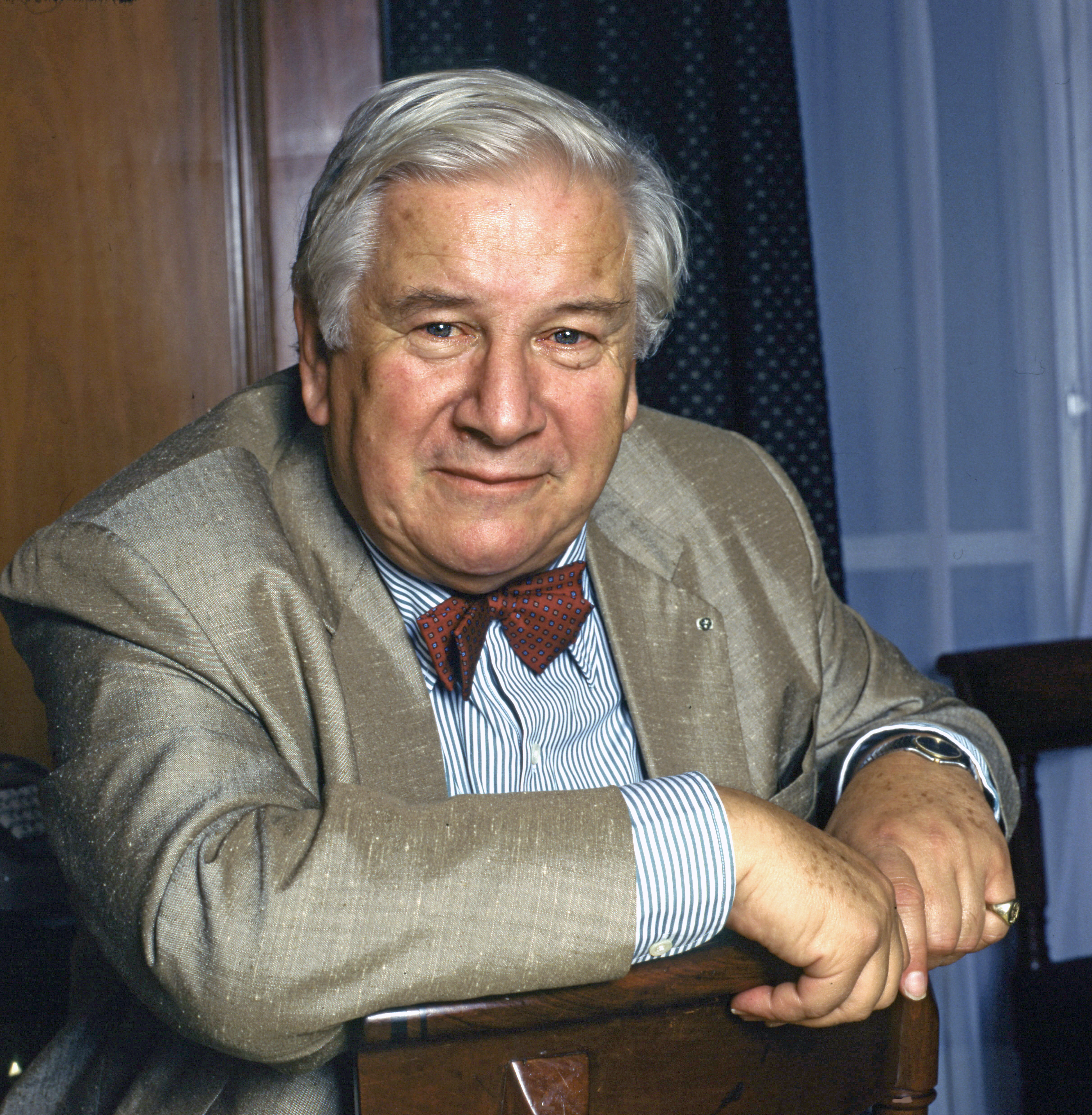
Peter Ustinov (1921–2004)

- 02. Januar: Lynn Cartwright, US-amerikanische Schauspielerin (* 1927)
- 03. Januar: Beatrice Winde, US-amerikanische Schauspielerin (* 1924)
- 04. Januar: Brian Gibson, britischer Regisseur (* 1944)
- 04. Januar: Helena Růžičková, tschechische Schauspielerin (* 1936)
- 07. Januar: Ingrid Thulin, schwedische Schauspielerin (* 1926)
- 17. Januar: Noble Willingham, US-amerikanischer Schauspieler (* 1931)
- 22. Januar: Ticky Holgado, französischer Schauspieler (* 1944)
- 22. Januar: Ann Miller, US-amerikanische Sängerin und Schauspielerin (* 1923)
- 22. Januar: Charlotte Zwerin, US-amerikanische Dokumentarfilmerin (* 1931)
- 28. Januar: Joe Viterelli, US-amerikanischer Schauspieler (* 1937)
- 29. Januar: O. W. Fischer, österreichischer Schauspieler (* 1915)

Februar
- 09. Februar: Gerhard Riedmann, österreichischer Schauspieler (* 1925)
- 12. Februar: Enrique Escobar, spanischer Komponist (* 1921)
- 15. Februar: Jan Miner, US-amerikanische Schauspielerin (* 1917)
- 18. Februar: Jean Rouch, französischer Regisseur (* 1917)
- 20. Februar: Ana Ariel, brasilianische Schauspielerin (* 1930)
- 24. Februar: John Randolph, US-amerikanischer Schauspieler (* 1915)

März
- 03. März: Cecily Adams, US-amerikanische Schauspielerin (* 1958)
- 07. März: Paul Winfield, US-amerikanischer Schauspieler (* 1939)
- 08. März: Robert Pastorelli, US-amerikanischer Schauspieler (* 1954)
- 10. März: Jack Creley, US-amerikanischer Schauspieler (* 1926)
- 24. März: Richard Leech, irischer Schauspieler (* 1922)
- 26. März: Fred Karlin, US-amerikanischer Filmkomponist (* 1936)
- 26. März: Jan Sterling, US-amerikanische Schauspielerin (* 1921)
- 28. März: Peter Ustinov, britischer Schriftsteller, Schauspieler und Regisseur (* 1921)

### April bis Juni
April

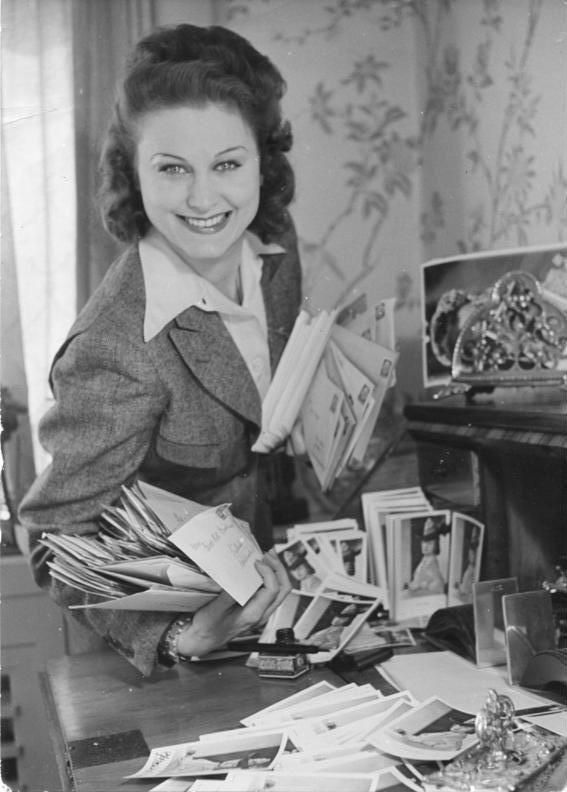
Marika Rökk (1913–2004)

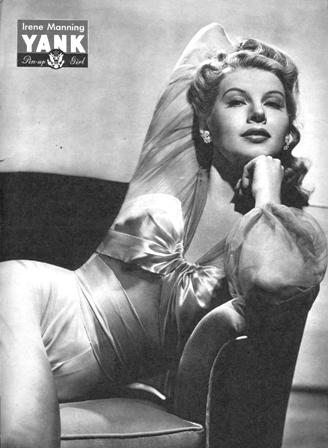
Irene Manning (1912–2004)

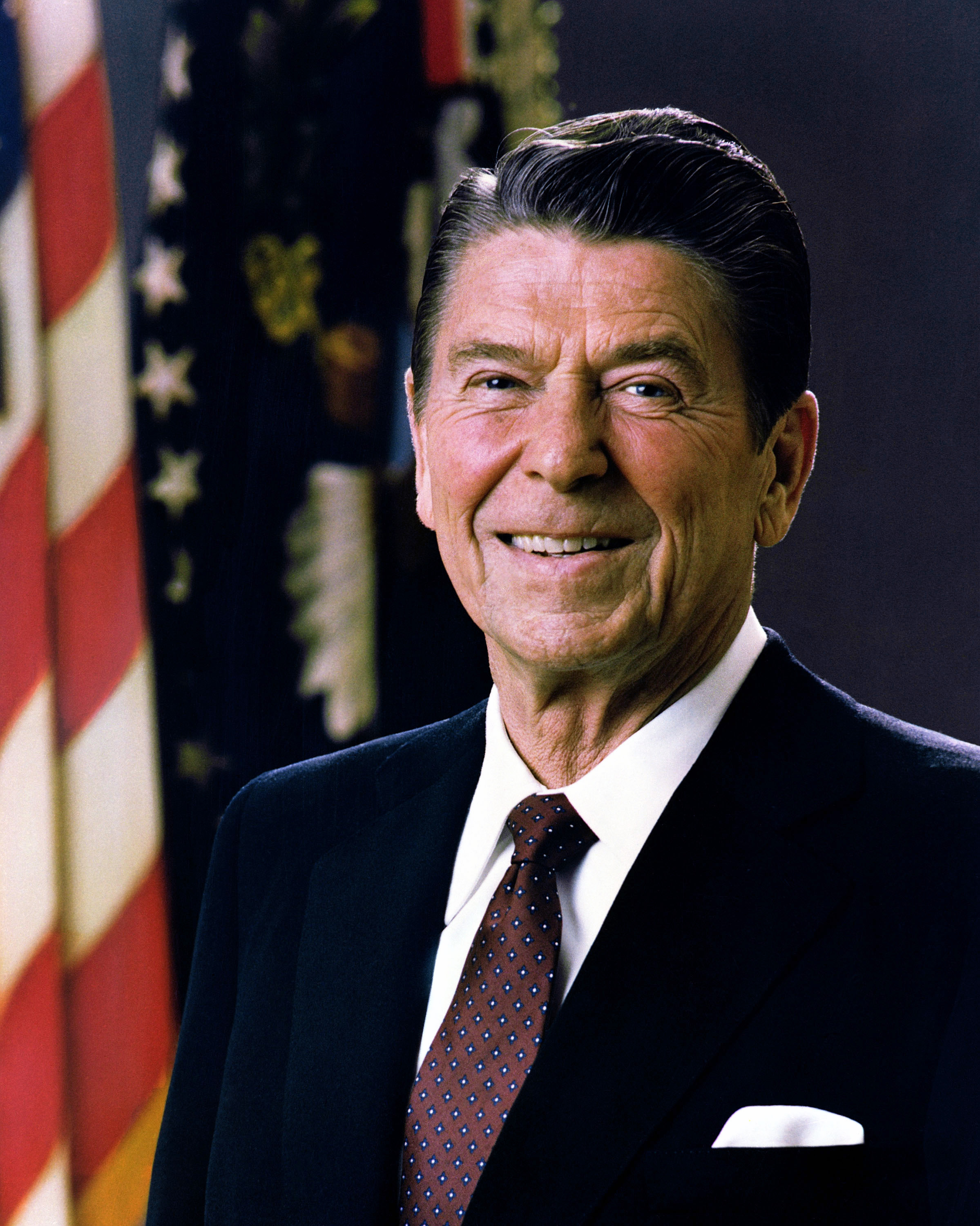
Ronald Reagan (1911–2004)

- 01. April: Carrie Snodgress, US-amerikanische Schauspielerin (* 1946)
- 03. April: Eduard Linkers, österreichischer Schauspieler (* 1912)
- 08. April: Herb Andress, österreichischer Schauspieler (* 1935)
- 19. April: Philip Locke, britischer Schauspieler (* 1928)

Mai
- 01. Mai: Nelson Gidding, US-amerikanischer Drehbuchautor (* 1919)
- 09. Mai: Alan King, US-amerikanischer Schauspieler (* 1927)
- 14. Mai: Anna Lee, britisch-amerikanische Schauspielerin (* 1913)
- 16. Mai: Marika Rökk, ungarische Schauspielerin (* 1913)
- 22. Mai: Marylu Poolman, niederländische Schauspielerin (* 1936)
- 27. Mai: Patience Cleveland, US-amerikanische Schauspielerin (* 1931)
- 28. Mai: Irene Manning, US-amerikanische Schauspielerin (* 1912)

Juni
- 03. Juni: Frances Dee, US-amerikanische Schauspielerin (* 1909)
- 03. Juni: Harold Goodwin, britischer Schauspieler (* 1917)
- 04. Juni: Nino Manfredi, italienischer Schauspieler (* 1921)
- 04. Juni: Anthony Steffen, brasilianischer Schauspieler (* 1929)
- 05. Juni: Ronald Reagan, US-amerikanischer Präsident und Schauspieler (* 1911)
- 08. Juni: Siegfried Breuer jr., österreichischer Schauspieler (* 1930)
- 13. Juni: Jennifer Nitsch, deutsche Schauspielerin (* 1966)
- 16. Juni: Ursula Lillig, deutsche Schauspielerin (* 1938)
- 18. Juni: Doris Dowling, US-amerikanische Schauspielerin (* 1923)
- 18. Juni: George Flower, US-amerikanischer Schauspieler (* 1937)
- 19. Juni: Else Quecke, deutsche Schauspielerin (* 1907)
- 22. Juni: Noboru Shinoda, japanischer Kameramann (* 1952)
- 27. Juni: Peter Blythe, britischer Schauspieler (* 1934)

### Juli bis September
Juli

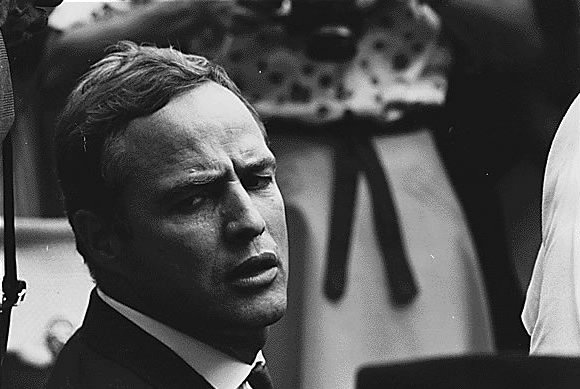
Marlon Brando (1924–2004)

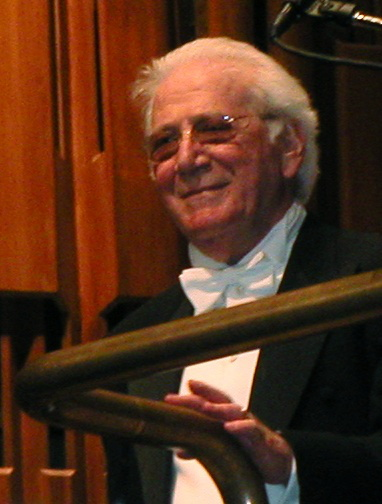
Jerry Goldsmith (1929–2004)

- 01. Juli: Marlon Brando, US-amerikanischer Schauspieler (* 1924)
- 10. Juli: Inge Meysel, deutsche Schauspielerin (* 1910)
- 11. Juli: Dorothy Hart, US-amerikanische Schauspielerin (* 1923)
- 17. Juli: Pat Roach, britischer Schauspieler (* 1937)
- 18. Juli: Georgine Darcy, US-amerikanische Schauspielerin (* 1931)
- 18. Juli: Richard Ney, US-amerikanischer Schauspieler (* 1916)
- 21. Juli: Jerry Goldsmith, US-amerikanischer Filmkomponist (* 1929)
- 22. Juli: Serge Reggiani, französischer Schauspieler (* 1922)
- 23. Juli: Piero Piccioni, italienischer Filmkomponist (* 1921)
- 31. Juli: Laura Betti, italienische Schauspielerin (* 1927)
- 31. Juli: Virginia Grey, US-amerikanische Schauspielerin (* 1917)

August
- 01. August: Madeleine Robinson, französische Schauspielerin (* 1916)
- 04. August: Frank Maxwell, US-amerikanischer Schauspieler (* 1916)
- 08. August: Fay Wray, US-amerikanische Schauspielerin (* 1907)
- 09. August: Annemarie Marks-Rocke, deutsche Schauspielerin (* 1901)
- 09. August: David Raksin, US-amerikanischer Komponist (* 1912)
- 12. August: Peter Woodthorpe, britischer Schauspieler (* 1931)
- 14. August: Neal Fredericks, US-amerikanischer Kameramann (* 1969)
- 16. August: Acquanetta, US-amerikanische Schauspielerin (* 1921)
- 18. August: Elmer Bernstein, US-amerikanischer Komponist (* 1922)
- 22. August: Daniel Petrie, kanadischer Regisseur (* 1920)

September
- 08. September: Frank Thomas, US-amerikanischer Trickfilmzeichner (* 1912)
- 14. September: Ove Sprogøe, dänischer Schauspieler (* 1919)
- 18. September: Russ Meyer, US-amerikanischer Regisseur (* 1922)
- 18. September: Klara Rumjanowa, russische Schauspielerin (* 1929)

### Oktober bis Dezember
Oktober

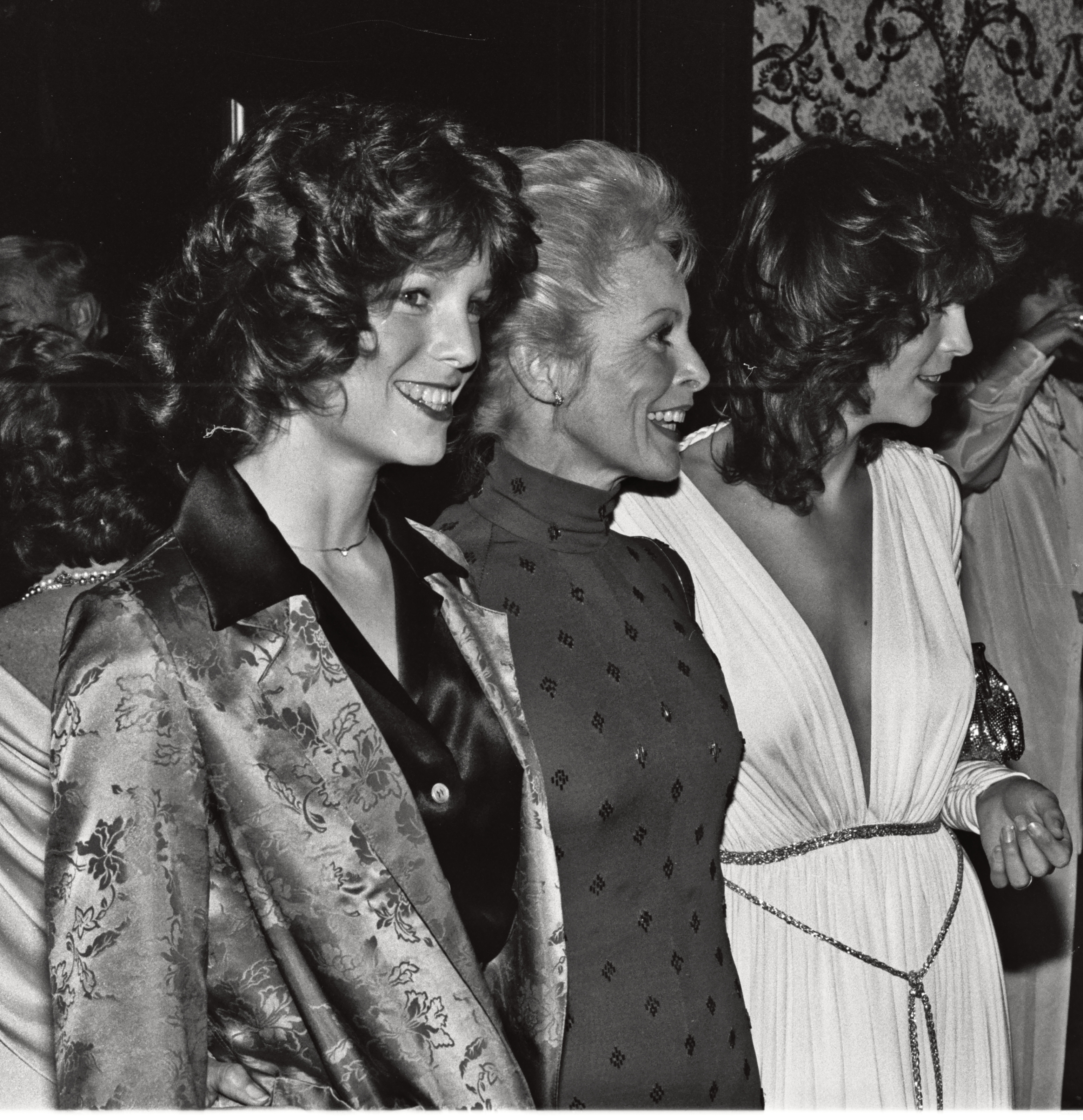
Janet Leigh (1927–2004)

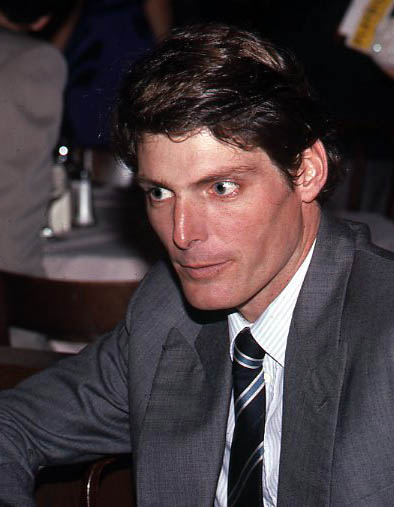
Christopher Reeve (1952–2004)

- 03. Oktober: Janet Leigh, US-amerikanische Schauspielerin (* 1927)
- 05. Oktober: Rodney Dangerfield, US-amerikanischer Komiker und Schauspieler (* 1921)
- 10. Oktober: Christopher Reeve, US-amerikanischer Schauspieler (* 1952)
- 28. Oktober: Charles F. Wheeler, US-amerikanischer Kameramann (* 1915)

November
- 02. November: Theo van Gogh,  niederländischer Filmregisseur (* 1957)
- 07. November: Howard Keel, US-amerikanischer Schauspieler (* 1919)
- 11. November: Richard Dembo, französischer Regisseur (* 1948)
- 13. November: Carlo Rustichelli, italienischer Komponist (* 1916)
- 14. November: Michel Colombier, französischer Komponist (* 1939)
- 19. November: Helmut Griem, deutscher Schauspieler (* 1932)
- 29. November: John Drew Barrymore, US-amerikanischer Schauspieler (* 1932)
- 29. November: Michael Janisch, österreichischer Schauspieler (* 1927)

Dezember
- 03. Dezember: Maria Perschy, österreichische Schauspielerin (* 1938)
- 04. Dezember: Willy Eichberger, österreichisch-amerikanischer Schauspieler (* 1902)
- 18. Dezember: Gernot Duda, deutscher Schauspieler und Synchronsprecher (* 1928)
- 28. Dezember: Günter Marczinkowsky, deutscher Kameramann (* 1927)
- 28. Dezember: Jerry Orbach, US-amerikanischer Schauspieler (* 1935)
- 28. Dezember: Susan Sontag, US-amerikanische Drehbuchautorin und Regisseurin (* 1933)